# Erasmusgracht
De Erasmusgracht in Amsterdam-West werd aangelegd in de jaren veertig als onderdeel van de nieuwe wijk Bos en Lommer. In het verlengde voorbij de dijk van de Ringspoorbaan ligt de Burgemeester Van Tienhovengracht.
De gracht kreeg zijn naam in 1939 en werd genoemd naar Desiderius Erasmus (1467-1536), beroemd Nederlands humanist.
De gracht loopt van de Admiralengracht naar het westen en vormt de verbinding naar de Westelijke Tuinsteden en de Sloterplas. Ondergronds staat de gracht in verbinding met de De Rijpgracht en loopt onder de Admiraal de Ruijterweg door. In dat doodlopende stukje gracht ligt een helofytenfilter in de nabijheid van een bemalingsgebouwtje, dat sinds 2021 voorzien is van de muurschildering Zuiver. Evenwijdig aan een deel van de Erasmusgracht ligt het Erasmuspark.
Over de gracht liggen zeven bruggen: Wil de Graaffbrug (brug 393, voetgangersbrug Wachterliedplantsoen), Saïdja en Adindabrug (brug 162, in Hoofdweg), Erasmusgrachtbrug (142P,  in Einsteinweg), Voet- en fietsbrug Erasmusgracht (nabij Jacob van Arteveldestraat), Camera Obscurabrug (brug 322, fietsbrug in Leeuwendalersweg) en de spoor- en metrobrug in de Ringspoorbaan.